# Pedro Aznar
Pedro Aznar (Buenos Aires, 23 luglio 1959) è un cantante e polistrumentista argentino.
Comincia la carriera come musicista rock per poi avvicinarsi al pop, al jazz e al folclore argentino.

## Biografia
A 9 anni impara a suonare la chitarra classica. Poi suo padre gli regala la sua prima chitarra elettrica una (SG) che Pedro utilizzerà nel suo primo gruppo rock: Life.
Nel 1977 in piena dittatura militare viene chiamato da Gustavo Moretto per formare Alas, una band di rock progressivo. Lo stesso anno comincia ad ascoltare i dischi di Jaco Pastorius e migliora la sua tecnica al basso.
Aznar rimane molto colpito dalle sonorità di Pastorius e compra un basso elettrico, un Jazz Bass tradizionale pagato 100 pesos argentini, che possiede ancora adesso.
Nel 1978, scioltisi gli Alas, suona in un altro gruppo, Pastoral e con Raul Porchetto sempre sperimentando il basso fretless.
Lo stesso anno Charly García lo invita a unirsi al gruppo Serù Giràn affiancato al chitarrista David Lebòn e al batterista Oscar Moro. Durante il periodo della dittatura militare Serù Giràn rappresenterà il baluardo della resistenza contro le atrocità del regime.
Dopo un inizio difficile i Serù Giràn conquistano il pubblico con il primo album intitolato La grasa de las capitales. Lo stesso anno Aznar compra il suo primo piano e comincia a studiare jazz e armonia. Inoltre comincia a includere nei dischi del gruppo alcuni brani propri.
Nel 1980 viene invitato da Luis Alberto Spinetta a suonare come ospite nel suo gruppo.
Lo stesso anno Serù Giràn si consacra come il gruppo rock più famoso di Argentina e Pedro comincia a girare l'America.
A Rio de Janeiro incontra per la prima volta il chitarrista statunitense Pat Metheny al quale darà alcune demo.
Alla fine del 1981 entra al Berklee la famosa scuola musicale. Nel 1982 lascia i Serù Giràn e lo stesso anno esce il suo primo album da solista Pedro Aznar.
Dopo un mese dall'arrivo al Berklee Pat Metheny lo contatta per farlo entrare nel suo gruppo il Pat Metheny Group.
Con Metheny Aznar vincerà alcuni Grammy(negli anni 1984, 1985, 1989, 1994).
Nel 1986 collabora ancora con Charly Garcia per la realizzazione del disco Tango.
Nel 1991 cerca ancora Garcia che si trova in una clinica di disintossicazione per proporgli un progetto con Erique Pinti: Radio Pinti.
Lo stesso anno esce il disco Tango 4 vincitore di un disco di platino a nominato miglior disco dell'anno dai critici argentini.
Nel 1992 i Serù Giràn si riuniscono con nuove canzoni. Escono due dischi di cui uno dal vivo.
Nel 2003 esce Mudras. Nel disco è presente una particolare version di Tomorrow Never Knows dei Beatles.
Nel 2005 esce il disco Aznar canta a Brasil con musiche di Milton Nascimento, Chico Buarque, Herbert Vianna, Egberto Gismonti e altri.

## Discografia

### Album da solista
- Pedro Aznar (1982)
- Contemplación (1985)
- Fotos de Tokio (1986)
- Tango (1986), con Charly García
- Radio Pinti (1991), con Charly García y Enrique Pinti
- Tango 4 (1991), junto a Charly García
- David y Goliath (1995)
- Cuerpo y alma (1998)
- Caja de música (2000), poesie di Jorge Luis Borges musiche di Pedro Aznar
- Huellas en la luz (2001)
- Parte de volar (2002)
- En vivo (2002)
- Mudras. Canciones de a dos (2003)
- Aznar canta Brasil (2005)
- Aznar canta Brasil - DVD (2005)
- A Roar Of Southern Clouds (2006)
- Aznar Lebón (2007), con David Lebón
- Quebrado (2008)

### Album in collaborazione
- Hombre mirando al sudeste (1987)
- Últimas imágenes del naufragio (1990)
- El camino de los sueños (1993)
- No te mueras sin decirme adónde vas (1995)
- El mundo contra mí (1996)
- Buenos Aires, 2067 (teatro de riesgo) (1997)
- Cómplices (1998)
- Indocumentados (2004)
- Un buda (2005) con un singolo intitolato "Joya tu corazón"